# Stop the Clocks
| 전문가 평가                   | 전문가 평가               |
| 평가 점수                     | 평가 점수                 |
| 출처                          | 점수                      |
| ----------------------------- | ------------------------- |
| AllMusic                      | [ 1 ]                     |
| Encyclopedia of Popular Music | [ 2 ]                     |
| MSN Music (Expert Witness)    | B+                        |
| NME                           | 10/10                     |
| PopMatters                    | 7/10 link                 |
| Pitchfork                     | 6.5/10                    |
| Q                             | (#245, Dec. 2006, p. 142) |
| Slant Magazine                | [ 6 ]                     |
| The Times                     | [ 7 ]                     |
| Uncut                         | [ 8 ]                     |

《Stop the Clocks》는 영국의 록 밴드 오아시스의 컴필레이션 음반이다. 2006년 11월 20일, 빅 브라더 레코딩에서 발매되었다. "리뷰티브 컬렉션"은 노엘 갤러거가 선택한 피처링 곡이 포함된 18트랙 더블 음반이다. 영국에서 5배 플래티넘 인증을 받았다.

## 배경
이 음반은 오아시스와 소니 BMG의 음반 계약이 종료되면서 탄생했다. 노엘 갤러거는 이전에 여러 차례 소니가 곧 해체되지 않는 한 컴필레이션 음반을 발매하지 않을 것이라고 말하며 음반을 녹음한 적이 있다. 2005년 12월, News.com.au와의 인터뷰에서 그는 소니가 어차피 음반을 발매할 계획이며, 자신의 의구심에도 불구하고 그렇지 않으면 참여해야 할 것이라고 암시했다. 2006년 12월, 그는 소니에게 밴드가 소니와 재계약하지 않을 것임을 분명히 밝히면서 음반사가 컴필레이션 음반을 발매하기로 결정했다고 《가디언》과의 인터뷰에서 밝혔다. 그 후 갤러거는 최고의 싱글, 음반 트랙, B-사이드를 편집하면 싱글 음반보다 더 강력한 음반을 만들 수 있다고 생각했기 때문에 '베스트 오브'가 되어야 한다고 주장했다고 설명했다.
노엘 갤러거의 이전 발언을 바탕으로 컴필레이션 음반 발매가 곧 밴드가 완성될 것이라는 일부 팬들의 우려를 해소하기 위해 음반 보도 자료를 통해 "새로운 소재 작업을 시작하기 전에 잘 얻은 안식년을 취하고 있을 뿐이며, 앞으로도 비슷한 수준의 성공을 거둘 수 있을 것이라고 확인했고, 따라서 이는 완전한 중단이 아니라 타임아웃에 불과하며, 꿈의 세트리스트이자 전 세계가 오아시스가 로큰롤에 기여한 막대한 공헌을 검토하고 계속해서 로큰롤을 만들 수 있는 기회다"라고 말했다.
갤러거는 MTV 곤조 에피소드에서 갤러거 자신이 컴필레이션 음반을 통해 비틀즈와 같은 아티스트에게 관심을 갖게 되면서 이 음반은 미래 세대를 위한 음반이 될 것이라고 말했다.

## 커버 아트
이 커버 아트는 비틀즈의 음반 《Sgt. Pepper's Lonely Hearts Club Band》의 슬리브 디자인으로 가장 잘 알려진 피터 블레이크가 디자인했다.

## 상업적 성과
이 음반은 발매 첫날 5만 장 이상, 발매 첫 주 216,000장 이상 판매되어 영국 음반 차트 2위로 데뷔했으며, 놀랍게도 아일랜드의 보이 밴드 웨스트라이프의 《The Love Album》을 제치고 1위를 차지할 만큼 많이 팔리지 못했다. 올해 말까지 《Stop the Clocks》는 영국에서 89만 8,000장이 판매되어 올해 들어 7번째로 많이 팔린 음반이 되었다. 또한 18,000장이 판매된 것을 시작으로 미국 빌보드 200에서 89위로 데뷔했다.

## 곡 목록
리암 갤러거가 작사/작곡한 〈Songbird〉을 제외하고, 모든 곡들은 노엘 갤러거가 작사/작곡하였다.
| #  | 제목                             | 음반                                           | 재생 시간 |
| -- | -------------------------------- | ---------------------------------------------- | --------- |
| 1. | 〈Rock 'n' Roll Star〉           | 《Definitely Maybe》 (1994년)                  | 5:20      |
| 2. | 〈Some Might Say〉               | 《(What's the Story) Morning Glory?》 (1995년) | 5:10      |
| 3. | 〈Talk Tonight〉                 | 《The Masterplan》 (1998년)                    | 4:19      |
| 4. | 〈Lyla〉                         | 《Don't Believe the Truth》 (2005년)           | 5:10      |
| 5. | 〈The Importance of Being Idle〉 | 《Don't Believe the Truth》                    | 3:41      |
| 6. | 〈Wonderwall〉                   | 《(What's the Story) Morning Glory?》          | 4:18      |
| 7. | 〈Slide Away〉                   | 《Definitely Maybe》                           | 6:14      |
| 8. | 〈Cigarettes & Alcohol〉         | 《Definitely Maybe》                           | 4:48      |
| 9. | 〈The Masterplan〉               | 《The Masterplan》                             | 5:20      |

| #  | 제목                         | 음반                                            | 재생 시간 |
| -- | ---------------------------- | ----------------------------------------------- | --------- |
| 1. | 〈Live Forever〉             | 《Definitely Maybe》                            | 4:35      |
| 2. | 〈Acquiesce〉                | 《The Masterplan》                              | 4:23      |
| 3. | 〈Supersonic〉               | 《Definitely Maybe》                            | 4:35      |
| 4. | 〈Half the World Away〉      | 《The Masterplan》                              | 4:14      |
| 5. | 〈Go Let It Out〉            | 《Standing on the Shoulder of Giants》 (2000년) | 4:41      |
| 6. | 〈Songbird〉                 | 《Heathen Chemistry》 (2002년)                  | 2:05      |
| 7. | 〈Morning Glory〉            | 《(What's the Story) Morning Glory?》           | 5:01      |
| 8. | 〈Champagne Supernova〉      | 《(What's the Story) Morning Glory?》           | 7:29      |
| 9. | 〈Don't Look Back in Anger〉 | 《(What's the Story) Morning Glory?》           | 4:52      |

## 인증
| 국가                       | 인증        | 판매량/출하량 |
| -------------------------- | ----------- | ------------- |
| 오스트레일리아 (ARIA)      | 골드        | 35,000^       |
| 캐나다 (뮤직 캐나다)       | 골드        | 50,000^       |
| 아일랜드 (IRMA)            | 4× 플래티넘 | 60,000^       |
| 일본 (RIAJ)                | 골드        | 100,000^      |
| 뉴질랜드 (RMNZ)            | 골드        | 7,500^        |
| 영국 (BPI)                 | 5× 플래티넘 | 1,500,000^    |
| ^출하량을 기반으로 한 인증 |             |               |